# مقاطعة ويبستر (كنتاكي)
مقاطعة ويبستر (بالإنجليزية: Webster County, Kentucky)‏ هي إحدى مقاطعات ولاية كنتاكي في الولايات المتحدة. تأسست سنة 1860، بلغ عدد سكانها 13621 نسمة في عام 2010 حسب إحصاء مكتب تعداد الولايات المتحدة .

## أعلام
- بيتي أرلين

## وصلات خارجية
- www.webstercountyky.com
- United States Counties